# Benjamin Markin
Benjamin Alfred Markin (Akim Swedru, Gana, 10. lipnja 1939.) bosanskohercegovački liječnik i diplomat podrijetlom iz Gane, prvi veleposlanik BiH pri Japanu od 1999. do 2003.

## Životopis
Benjamin Markin rođen je u Akim Swedruu u Gani u obitelji metodista. Njegov otac bio je svećenik, a iznenada je umro u vrijeme mise u gradu Elmini. Nakon očeve smrti se zaposlio kao profesor biologije u srednjoj školi te je izdržavao majku i dvojicu mlađe braće. Kako nije upao na Medicinski fakultet u Gani odlučio se na obrazovanje u inozemstvu. Bilo mu je ponuđeno da se školuje u Istočnoj Njemačkoj ili Jugoslaviji; Markin je odabrao Jugoslaviju. Ganu je napustio 1964., u dvadesetoj godini, i nastanio se u Zagrebu, gdje je diplomirao na Medicinskom fakultetu. Potom je poslao više prijavnica za posao širom Jugoslavije, da bi bio prihvaćen u Jajcu, gdje se zbog posla odselio. Iako je imao u vidu specijalizirati oftamologiju, ipak je 1981. specijalizirao kirurgiju.
Rat u Bosni i Hercegovini zatekao ga je u Jajcu, gdje je nastavio raditi u Ratnoj bolnici tijekom čitavog rata. Potom se 1997. zaposlio u Kliničkoj bolnici u Mostaru, gdje je vodio Odjel za kirurgiju. Iduće godine, na lokalnim izborima izabran je za zastupnika u Općinskom vijeću Mostara. Ministar vanjskih poslova Jadranko Prlić imenovao ga je na četverogodišnji mandat veleposlanikom BiH pri Japanu 1999. Nagrađen je Večernjakovim pečatom 2012. za humanista godine. Trenutno je kolumnist Večernjeg lista. Član je Udruge liječnika, dragovoljaca i veterana HVO-a.